# Popis hrvatskih veleposlanika u Indoneziji
Republika Hrvatska i Republika Indonezija održavaju diplomatske odnose od 3. rujna 1992. Sjedište veleposlanstva je u Jakarti.

## Veleposlanici
Veleposlanstvo Republike Hrvatske u Republici Indoneziji osnovano je odlukom predsjednika Republike od 9. svibnja 1995.
| Veleposlanik    | Postavljenje       | Opoziv             | Sjedište |
| --------------- | ------------------ | ------------------ | -------- |
| Željko Kirinčić | 10. kolovoza 1995. | 1. kolovoza 1999.  | Jakarta  |
| Boris Mitrović  | 2. kolovoza 1999.  | 31. kolovoza 2003. | Jakarta  |
| Aleksandar Broz | 22. ožujka 2004.   | 5. veljače 2009.   | Jakarta  |
| Željko Čimbur   | 9. veljače 2009.   | 31. srpnja 2013.   | Jakarta  |
| Dražen Margeta  | 1. listopada 2013. |                    | Jakarta  |

## Vanjske poveznice
- Indonezija na stranici MVEP-a